# Tipula balearica
Tipula balearica är en tvåvingeart som beskrevs av Mannheims 1968. Tipula balearica ingår i släktet Tipula och familjen storharkrankar. Inga underarter finns listade i Catalogue of Life.